# دست نزن جیزه
دست نزن جیزه مجموعه طنز آیتمی در ۵۲ قسمت ۲۰ دقیقه‌ای به کارگردانی امیر غفارمنش می‌باشد که در سال ۱۳۹۳ به تولید رسید و از اردیبهشت ۱۳۹۴ از شبکه نسیم پخش شد. موضوع این مجموعه پیشگیری از اعتیاد است.

## بازیگران
- بیژن بنفشه‌خواه
- رامین ناصرنصیر
- اصغر حیدری
- علیرضا جاویدنیا
- رضا تفکری
- بهراد خرازی
- داریوش موفق
- سوزان عزیزی
- عباس محبی
- علیرضا ناصحی
- مجید اسدی
- محمد برهمنی